# Drouet
Drouet, citato in italiano comunemente come Droetto, tradizionalmente viene identificato con un soldato francese (angioino) che nel 1282, comportandosi in maniera irriguardosa nei confronti di una nobildonna siciliana, fece scattare la scintilla della sollevazione popolare del Vespro siciliano.

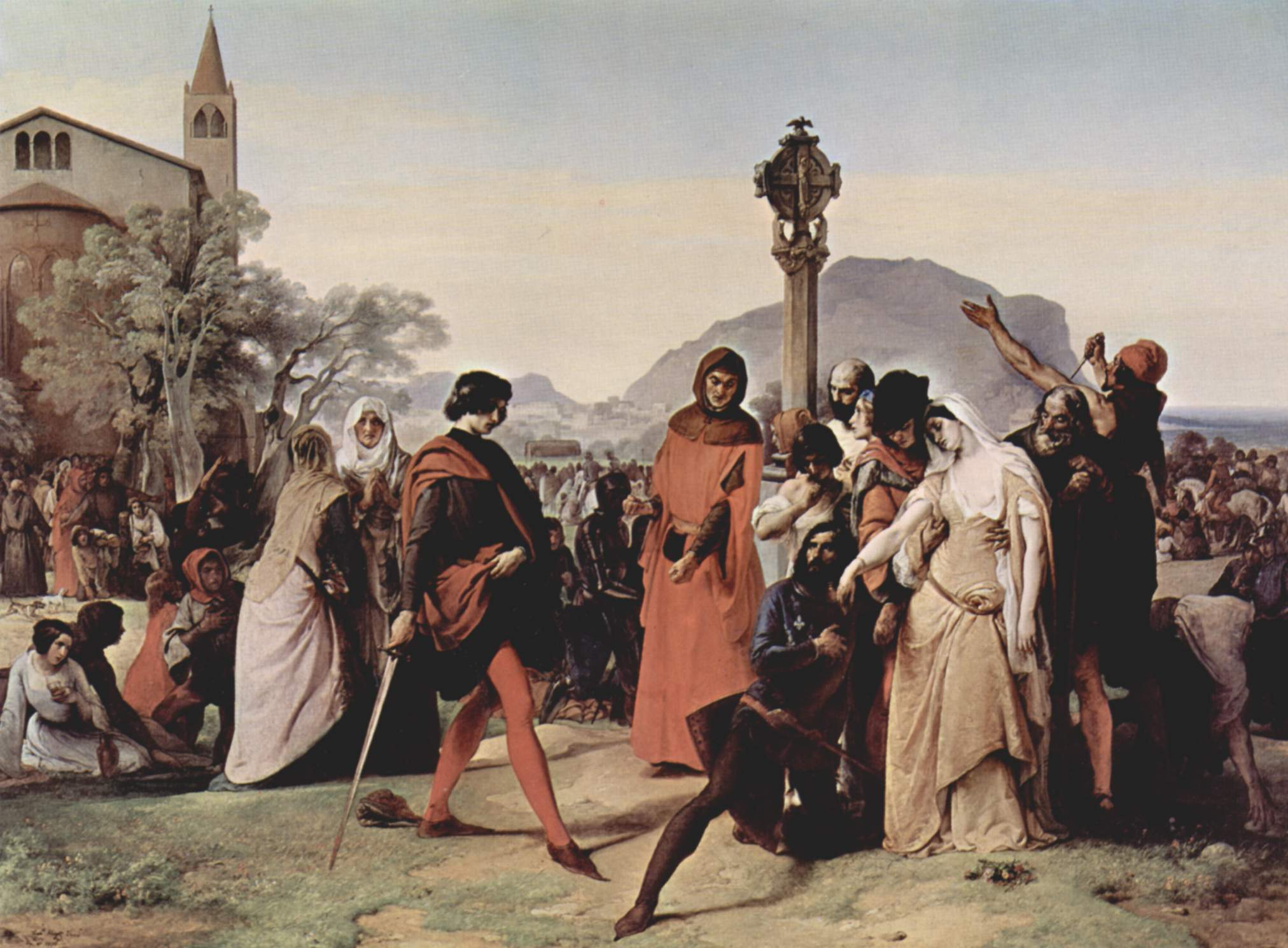
Drouet, trafitto dalla spada e ucciso, raffigurato nel quadro I vespri siciliani di Francesco Hayez del 1846 (Galleria nazionale d'arte moderna e contemporanea di Roma)

Tutto avrebbe avuto inizio all'ora dei vespri del 30 marzo 1282, lunedì dopo la Pasqua, a Palermo, sul sagrato della Chiesa del Santo Spirito. Drouet, di ronda, si sarebbe rivolto in maniera irriguardosa nei confronti di una giovane nobildonna accompagnata dal consorte con la scusa di ricercarle armi nascoste sotto le vesti. La donna svenne e nella reazione lo sposo sottrasse la spada e colpì a morte il soldato. La difesa della nobildonna fu appunto la scintilla che dette inizio alla rivolta. L'insurrezione dilagò immediatamente in tutta la Sicilia e nel corso della serata e della notte che ne seguì i palermitani si abbandonarono ad una vera e propria caccia ai francesi, presto trasformatasi in un'autentica carneficina in tutta la Sicilia. Si dice che chiunque non fosse in grado di pronunciare correttamente lo shibboleth ciciri ("ceci") venisse ucciso.
Secondo una parte della leggenda meno nota la donna sarebbe stata Imelda, figlia di Giovanni da Procida, che sarebbe giunta appositamente da Napoli per provocare un incidente che permettesse di avviare la rivolta già organizzata dal padre.